# 니시오지오이케역
니시오지오이케역(일본어: 西大路御池駅)은 일본 교토부 교토시 나카교구에 있는 교토 시영 지하철 도자이 선의 역이다.
니시오지오이케 교차로 직하부에 설치되어 있다. 역 번호는 T16이다.

## 역 구조
섬식 승강장 1면 2선의 지하역으로 스크린도어가 설치되어 있다. 개찰구는 1개소이다.
지상 출입구의 일부는 유리 시스루 구조로 된 곳이 있다.
도자이 선 역은 역마다 정거장 색깔이 제정되어 있으며, 본 역의 스테이션 컬러는 ■해바라기 색이다.

### 승강장
| 1 | 도자이 선 | 우즈마사텐진가와 방면                             |
| 2 | 도자이 선 | 가라스마오이케・야마시나・로쿠지조・하마오쓰 방면 |

## 역 주변
- 시마즈 제작소 산조 공장
- 교토 시 청각 언어 장애 센터
- 교토 근로자 학원
- 하나조노 대학
- 게이후쿠 전기 철도 아라시야마 본선 니시오지산조 역 - 도보 4분
- 서일본 여객철도 사가노 선 엔마치역 - 도보 11분
- 한큐 전철 교토 본선 사이인 역 - 도보 10분

## 역사
- 2008년 1월 16일: 니조 ~ 우즈마사텐진가와 역간 연장 개통에 따라 영업 개시.